# Agrilus paradoxus
Agrilus paradoxus é uma espécie de inseto do género Agrilus, família Buprestidae, ordem Coleoptera.
Foi descrita cientificamente por Boheman, 1858.